# Glorious Revolution

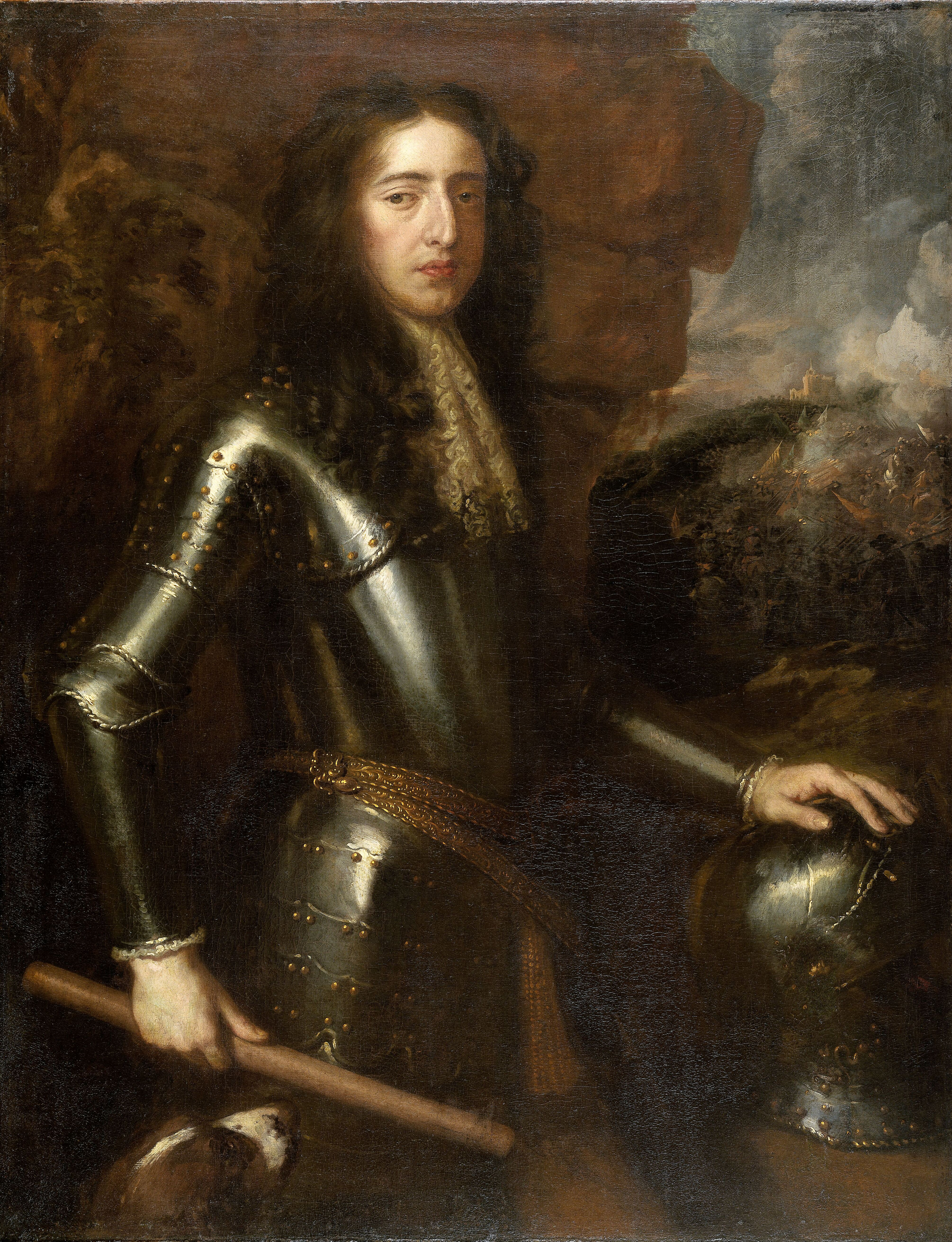
Willem III, koning van Engeland, Schotland en Ierland, stadhouder van Gelderland, Holland, Zeeland, Utrecht, Overijssel en Westerwolde

De Glorious Revolution (in het Nederlands ook bekend als de Roemrijke omwenteling en de Glorieuze overtocht) was de machtsovername door de Nederlandse stadhouder Willem III van Oranje-Nassau en zijn echtgenote Maria Stuart als koning en koningin van Engeland, Schotland en Ierland in 1688-1689.

## Voorgeschiedenis

### Karel II van Engeland
De Restauratie in 1660 van het Schotse Huis Stuart na het republikeinse Protectoraat van Oliver Cromwell leidde wel tot een culturele opbloei, maar niet tot een nationale verzoening tussen protestanten en katholieken. In 1670 sloot de katholiekgezinde Karel II van Engeland het geheime Verdrag van Dover met de katholieke koning Lodewijk XIV van Frankrijk tegen de Republiek der Verenigde Nederlanden, tegen de zin van de protestantse bevolking van Engeland. Men vreesde voor de toekomst, want Karel had geen wettige nakomelingen, en zijn broer Jacobus had een katholiek huwelijk gesloten en was zelf ook tot de Kerk van Rome overgegaan. Toen de koning in 1672 kwam met een Declaration of Indulgence (Tolerantieverklaring), volgens welke katholieken en protestantse dissenters bijna volledige burgerrechten zouden krijgen, reageerde het Lagerhuis met de Test Act van 1673. Overheidsdienaren moesten voortaan belijdend lidmaat zijn van de Anglicaanse Kerk en dit bewijzen door de leer van de transsubstantiatie af te zweren. Er volgde een periode van spanningen, kamerontbindingen en verkiezingen, waarna alles zich herhaalde. Tussen 1679 en 1681 was er de Exclusion Crisis door een wetsvoorstel om Jacobus van de opvolging uit te sluiten. Angsten over een vermeend complot van katholieken om de macht over te nemen wist Karel tot bedaren te brengen en hij stelde de erfopvolging van zijn broer zeker.

### Jacobus II van Engeland

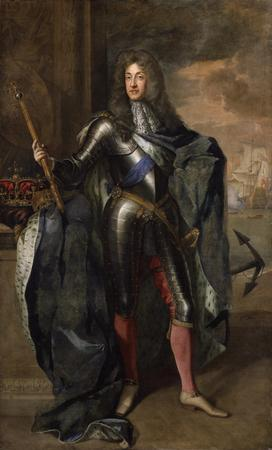
Jacobus II van Engeland, koning van Engeland & Jacobus VII, koning van Schotland, koning van Ierland en hertog van Normandië

Gedurende koning Jacobus II zijn drie jaar durende regeerperiode, raakte hij in Engeland direct verwikkeld in de politieke gevechten tussen het katholicisme en het protestantisme, en tussen het goddelijk recht van de koning en de politieke rechten van het Parlement van Engeland. Jacobus' grootste politieke probleem was zijn katholicisme, dat hem vervreemdde van de beide belangrijkste partijen in Engeland. De low church Whigs waren er tussen 1679 en 1681 door middel van hun Exclusion Bill niet in geslaagd om Jacobus van de troonopvolging uit te sluiten. Jacobus' aanhangers waren toen high church anglicaanse Tories geweest. In Schotland voerden zijn aanhangers in het Parlement van Schotland hun pogingen op om de Covenanters te dwingen hun geloof op te geven en het episcopaalse bestuur van de kerk door de monarch te aanvaarden.
Toen Jacobus de Engelse troon in 1685 erfde, had hij aanvankelijk veel steun van het loyale parlement, dat voornamelijk uit Tories bestond. Ze gunden hem een ruimere toelage dan enige Engelse koning ooit verkregen had. Anders dan zijn broer hoefde hij dus niet afhankelijk te zijn van Franse subsidies. Zijn katholicisme was voor velen weliswaar een bron van zorg, maar het feit dat hij geen zoon had en dat zijn dochters uit zijn eerste huwelijk beide protestants waren, was vooralsnog een reddende genade.
Karel II was een sluwe manipulator geweest. Zijn broer was veel eerlijker, maar zeldzaam tactloos en kortzichtig. In korte tijd ondermijnde hij zijn machtsbasis. Jacobus' poging om de bepalingen in het strafrecht (penal law), die tot doel hadden om niet-anglicanen te discrimineren, af te zwakken, vervreemdde hem van zijn natuurlijke achterban. De anglicaanse Tories ervoeren deze politiek als een aanval op de Engelse staatskerk. Nu de band met de Tories losser was geworden, probeerde Jacobus als tegenwicht tegen de anglicaanse Tories een Kings party te vormen. Mede daarom ondersteunde Jacobus in 1687 een beleid van religieuze tolerantie en vaardigde hij de Declaration of Indulgence uit. Om deze redenen en ook vanwege zijn belofte om het Ierse parlement in de toekomst een grotere autonomie te geven, steunde de meerderheid van de Ierse bevolking Jacobus II. Door een bondgenootschap te sluiten met katholieken, dissenters en non-conformisten hoopte Jacobus een coalitie te kunnen opbouwen die de katholieke emancipatie zou kunnen bevorderen. Door deze toenadering ontwaakten oude angsten van de protestanten wie de rol van Ierland in de Engelse Burgeroorlog nog vers in het geheugen lag.
Nog meer ontsteltenis en verontwaardiging riep een botte machtspolitiek op, gericht tegen de meest aanzienlijke leden van de maatschappij. In mei 1686 besloot Jacobus om van Engelse rechtbanken via de common law een uitspraak te verkrijgen inhoudende dat hij de Acts of Parliament naast zich neer zou mogen leggen. Hij ontsloeg de rechters die het met hem over deze kwestie niet eens waren, alsmede de solicitor-general (de op een na hoogste procureur-generaal) Heneage Finch. Elf van de twaalf rechters oordeelden in zijn voordeel en gaven hem de vrijheid de handelingen te negeren. Toen Henry Compton, de bisschop van Londen, geen preekverbod gaf aan John Sharp, de latere aartsbisschop van York, nadat Sharp een anti-katholieke preek had uitgesproken, gaf Jacobus bevel hem uit zijn ambt te ontzetten.
In april 1687 beval Jacobus de fellows van Magdalen College, een constituerend college van de Universiteit van Oxford, om de katholiek Anthony Farmer tot hun president te kiezen. De fellows (bursalen) waren echter van mening dat Farmer hier volgens de statuten van het college niet voor in aanmerking kwam. Zij verkozen John Hough in zijn plaats. Ook verplichtten de statuten van het college hen om de vacature binnen een bepaalde tijd te vervullen. Zij konden dus niet wachten op een andere koninklijke nominatie. Jacobus weigerde echter Houghs verkiezing te erkennen en droeg de fellows op om de bisschop van Oxford te kiezen. Jacobus reageerde verder door een aantal kerkelijke commissarissen naar Oxford te sturen om daar een visitatie te houden en de bisschop van Oxford als president te installeren. De fellows accepteerden vervolgens de bisschop van Oxford als hun president, maar Jacobus eiste nu van hen dat zij zouden erkennen dat zij verkeerd waren geweest. Hij eiste dat zij hem om vergiffenis zouden vragen. Toen zij dit weigerden werden de meeste van de fellows van Magdalen College verwijderd en vervangen door katholieken.
In 1687 trof Jacobus ook voorbereidingen om het nieuwe parlement zoveel mogelijk bevolkt te krijgen met zijn aanhangers. Hij wilde namelijk de Test Act en de discriminerende strafwetten tegen niet-anglicanen (penal law) intrekken. Jacobus werd er door aanhankelijkheidsbetuigingen van de dissenters van overtuigd dat hij hun steun had en dat hij dus kon afzien van het verwerven van steun bij de Tories en de anglicanen. Jacobus voerde nu een grote zuivering door in alle ambten die onder de kroon vielen en die tegen Jacobus' plannen waren. In augustus werd het luitenantschap opnieuw ingericht en in september werden meer dan duizend leden van de livery companies (de gilden en handelsorganisaties) van de City of London uit hun ambten gezet. In oktober gaf Jacobus orders aan de Lord-lieutenants in de provincies om drie standaardvragen voor te leggen aan alle leden van de Commission of the Peace of zij zouden instemmen met de intrekking van de Test Act en de discriminerende strafwetten, kandidaten die hier mee akkoord gingen zouden bijstaan en bereid waren om de Declaration of Indulgence te accepteren. In december werd bekendgemaakt dat alle ambten van de adjunct-luitenants en de vrederechters zouden worden herzien. Tijdens de eerste drie maanden van 1688 werden honderden van de ondervraagden die op een of meer van de bovenstaande drie vragen het verkeerde antwoord hadden gegeven, ontslagen. In de steden werden verdergaande zuiveringen uitgevoerd: in november werd een regelgevend comité opgericht om de zuiveringen daar uit te voeren. De stedelijke corporaties werden gezuiverd door agenten met ruime discretionaire bevoegdheden, dit in een poging om een permanente koninklijke electorale machine te creëren. Uiteindelijk beval Jacobus op 24 augustus 1688 om writs uit te vaardigen voor een landelijke verkiezing.

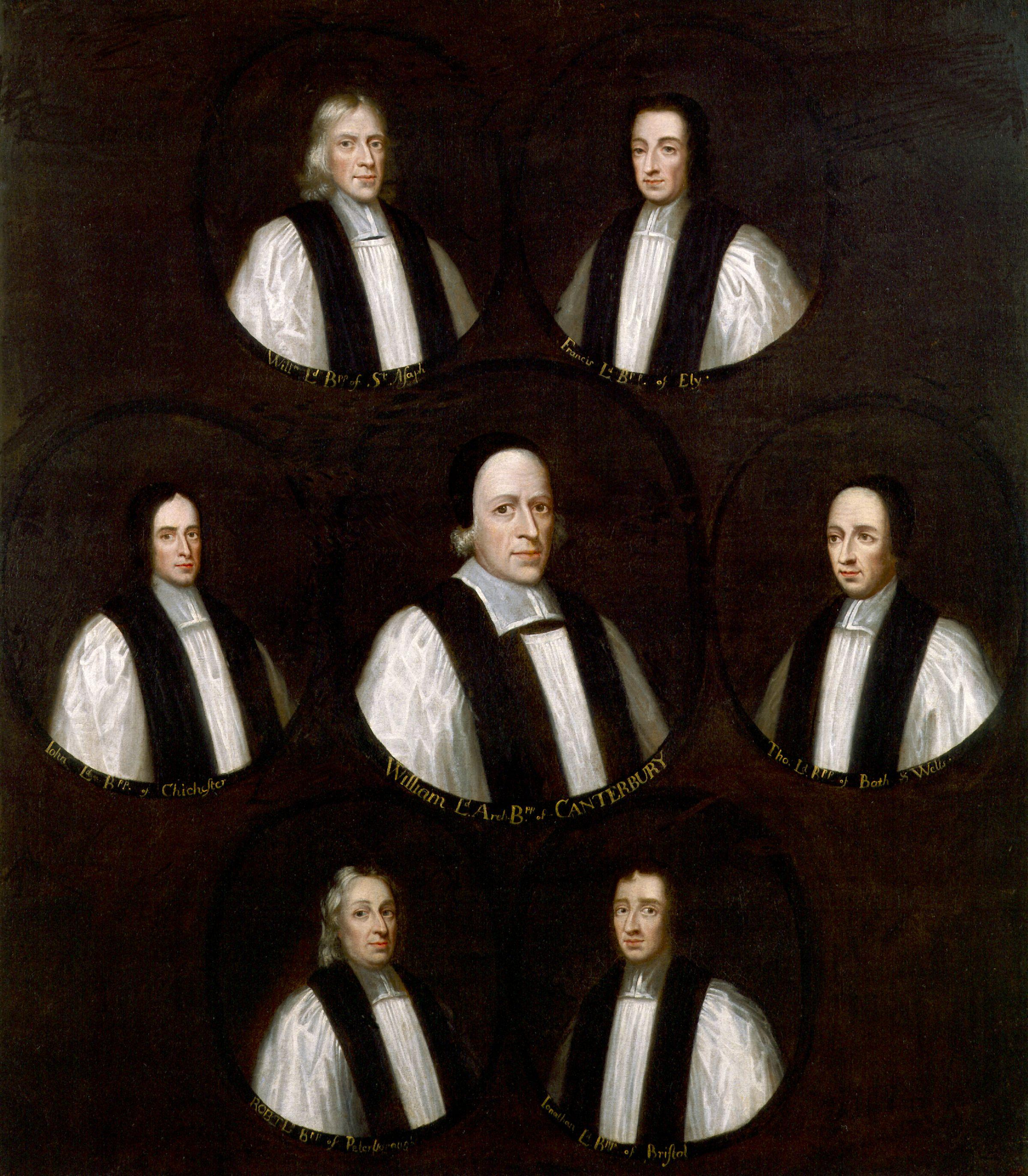
Groepsportret van de zeven bisschoppen die Jacobus in 1688 liet opsluiten in de Tower of London, maar die werden vrijgesproken van de beschuldiging van opruiende smaad (seditious libel)

Jacobus bracht ook een groot staand leger op de been. Hierin benoemde hij katholieken in machtsposities. Voor zijn tegenstanders in het Parlement rook dit naar een eerste stap naar een arbitrair bestuur. Daarop verdaagde Jacobus het parlement zonder dat het parlement zijn goedkeuring voor zijn besluiten had gegeven. Op dat moment waren de Engelse regimenten van het leger in Hounslow gelegerd, in de buurt van de hoofdstad. Men vreesde dat deze locatie was bedoeld om de hoofdstad te intimideren. Het leger in Ierland werd gezuiverd van protestanten. Zij werden vervangen door katholieken. Zo rond 1688 had Jacobus in zijn drie koninkrijken meer dan 34.000 mannen onder de wapenen.
In april 1688 vaardigde Jacobus opnieuw zijn Declaration of Indulgence uit. Hij beval alle geestelijken deze verklaring in hun kerken voor te lezen. Toen de aartsbisschop van Canterbury, William Sancroft, en zes andere bisschoppen (de zeven bisschoppen) een brief aan Jacobus schreven, waarin zij hem vroegen om zijn politiek te heroverwegen, werden ze gearresteerd op beschuldiging van opruiende smaad (seditious libel), maar tijdens het proces werden zij vrijgesproken, dit tot grote vreugde van het Londense publiek dat in gejuich uitbrak.
De gebeurtenissen kwamen tot een climax in juni 1688, toen de koning vader werd van een zoon en opvolger, Jacobus; tot dan toe was zijn protestantse dochter, Maria, zijn aangewezen opvolgster. Het vooruitzicht van een katholieke dynastie in de koninkrijken van Engeland, Schotland en Ierland was nu waarschijnlijk.

## Samenzwering om Jacobus II af te zetten

### Ontstaan van de samenzwering
De oudste dochter van Jacobus, Maria Stuart was getrouwd met haar neef, de stadhouder Willem III van Oranje. Beiden waren protestant en beide waren kleinkinderen van de Engelse koning Karel I van Engeland. Voor de geboorte van Jacobus' zoon op 10 juni was Willem, na Maria's zuster Anne, derde in de lijn van erfopvolging. Er bestond echter een sterke factie aan het Engelse hof, onder leiding van Robert Spencer, de 2e graaf van Sunderland, die wilde bewerkstelligen dat Maria en Willem vanwege hun antikatholieke standpunten als troonopvolgers vervangen zouden worden door een katholieke Franse erfgenaam.
Willem was ook stadhouder van de belangrijkste provincies van de Republiek der Zeven Provinciën, die op dat moment op het punt stond om te beslissen al of niet deel te gaan nemen aan de oorlog van de Grote Alliantie tegen Frankrijk, dit in een context van internationale spanningen die werd veroorzaakt door de intrekking door Lodewijk XIV van het edict van Nantes en de betwiste opvolgingen in het keurvorstendom Keulen en het keurvorstendom van de Palts. Willem had zich al de reputatie verworven als de belangrijkste voorvechter van de protestantse zaak in Europa tegen het katholicisme en tegen het Franse absolutisme; in de zich ontwikkelende Engelse crisis zag hij een goede kans om een Brits-Franse alliantie te voorkomen en om Engeland door het uitvoeren van een gerichte militaire interventie tegen Jacobus aan de anti-Franse kant te krijgen. Dit paste precies bij de wensen van de verschillende Engelse politici die van plan waren om Jacobus af te zetten. Het is nog steeds geen uitgemaakte zaak of het initiatief voor de samenzwering nu werd genomen door de Engelsen of door de Hollandse stadhouder en zijn vrouw. Willem probeerde al meer dan een jaar de Engelse politiek te beïnvloeden. Hij liet de raadpensionaris Gaspar Fagel in november 1687 een open brief aan het Engelse volk publiceren, waarin hij de religieuze politiek van Jacobus betreurde. Deze actie werd in het algemeen geïnterpreteerd als een verkapte kandidaatstelling voor het Engelse koningschap.
Sinds hij koning was geworden was de relatie tussen Jacobus en zijn neef en tevens schoonzoon geleidelijk verslechterd. Eerst had Willem nog de belofte van een minder pro-Franse politiek verwelkomd. In 1685 stuurde hij de Schotse en Engelse regimenten in dienst van de Republiek naar Engeland om daar te helpen bij het neerslaan van de opstand van de hertog van Monmouth. Al snel echter veroorzaakte Jacobus' beleid van religieuze tolerantie echter spanningen tussen beide heersers. Willem nam aan dat Jacobus' politiek slechts een eerste stap was op weg naar een complete herkatholisering van Engeland. Hij vreesde dat Jacobus een geheime alliantie met Frankrijk had gesloten. Jacobus' weigering om tot anti-Franse coalities toe te treden en zijn inspanningen om de Royal Navy te reorganiseren deden Willems verdenkingen nog toenemen. In de voorgaande jaren was de Franse marine enorm in kracht gegroeid. De Nederlandse Republiek was niet langer in staat zijn om een gezamenlijke Frans-Britse aanval te weerstaan. Willem vreesde zelfs dat Engels neutraliteit niet meer zou volstaan en dat Nederlandse controle over de Royal Navy een noodzakelijke voorwaarde was voor een succesvolle maritieme campagne tegen Frankrijk.
In november 1686 had Jacobus geprobeerd om Willems steun te verkrijgen voor de intrekking van de Test Acts. Hij stuurde de quaker William Penn naar Den Haag. Penn was niet succesvol, want Willem sprak zich tegen de intrekking van de Test Acts uit. Willems Utrechtse gezant Everard van Weede van Dijkveld bezocht Engeland tussen februari en mei 1687. Hij was geïnstrueerd om Jacobus te overtuigen mee te helpen om de Franse agressie in te perken. Willem had van Weede van Dijkveld ook geïnstrueerd in Engeland te laten weten dat hij de Kerk van Engeland zou steunen; dat hij geen presbyteriaan was; om de Engelse dissenters ervan te overtuigen om Jacobus niet te steunen en ten slotte ook om de gematigde katholieken gerust te stellen.
Nadat Jacobus hem had verzekerd dat alle geruchten over een bondgenootschap met Frankrijk slechts kwaadaardige verzinsels waren, keerde van Weede van Dijkveld terug naar de republiek, met in zijn bezit brieven van wisselend belang van vooraanstaande Engels staatslieden. Jacobus probeerde opnieuw om Willems steun te verkrijgen, maar Willem reageerde door Jacobus te adviseren zich aan de wet te houden en niet te proberen om zijn prerogatieve bevoegdheden uit te breiden. In augustus 1687 werd Willem Nassau-van Zuylestein naar Engeland gestuurd, zogenaamd om zijn medeleven te betuigen in verband met de dood van de moeder van de Engelse koningin. Zuylestein werd echter mede gestuurd om te beoordelen hoe succesvol het nieuwe, door Jacobus bemande parlement zou zijn, en vooral om privégesprekken te voeren met belangrijke Engelse politici. Zuylestein zond verschillende brieven van deze politici door aan Willem.

### Willem bereidt een invasie van Engeland voor
Er is wel gesuggereerd dat de crisis, veroorzaakt door het vooruitzicht van een nieuwe katholieke erfgenaam, Willem al in november 1687 zou hebben doen besluiten om in de zomer van 1688 zijn invasie van Engeland uit te voeren, maar dit wordt betwist. Het is echter zeker dat er in april 1688, toen Frankrijk en Engeland een marine-overeenkomst sloten, waarin bepaald werd dat de Fransen een Engels eskader in het Kanaal zouden financieren, wat op het begin van een formele alliantie leek, Willem serieus begon met de voorbereidingen voor een militaire interventie. Hij begon naar politieke en financiële steun voor een dergelijke onderneming te zoeken.
Willem stelde in de volgende maanden een zorgvuldig invasieplan op. Hij hoopte dit in september 1688 uit te kunnen voeren. Willem wilde Engeland echter niet binnen vallen zonder de verzekering van Engelse ondersteuning, en dus vroeg hij in april om een formele uitnodiging, die moest worden opgesteld door een groep van vooraanstaande Engelse staatslieden. Gilbert Burnet verhaalt van een gesprek dat eind april zou hebben plaatsgevonden tussen Willem en admiraal Edward Russell: "Dus vroeg Russell de prins om uit te leggen wat hij van plan was te gaan doen. De prins antwoordde, dat als hij door een aantal van de meest gewaardeerde mannen in de natie zou worden uitgenodigd, zowel uit eigen naam als uit naam van anderen die hen vertrouwden, om de natie en de religie te redden, hij geloofde dat hij voor het einde van september klaar zou zijn om over te steken." In mei vertelde Russell aan Willem dat de Engelse oppositie tegen Jacobus niet langer op hulp zou wachten en dat zij in ieder geval tegen Jacobus in opstand zouden komen. Willem vreesde dat wanneer hij zich nu niet aan het hoofd van de samenzwering zou stellen Engeland een republiek zou worden, die indachtig de ervaringen onder Oliver Cromwell nog vijandiger zou staan ten opzichte van de Republiek der Zeven Provinciën. In juni stuurde Willem Zuylestein naar Engeland, zogenaamd om Jacobus te feliciteren met de geboorte van de prins van Wales, maar in werkelijkheid om te communiceren met Willems medestanders in Engeland.
Pas nadat de prins van Wales in juni was geboren en velen dachten dat hij een ondergeschoven kind was, besloot de onsterfelijke zeven (een groep die uit een bisschop en zes edelen bestond) aan Willems eisen te voldoen, met de Letter to William, gedateerd op 18 juni (Juliaanse kalender), die Willem op 30 juni in Den Haag bereikte. De brief werd in Den Haag bezorgd door admiraal Herbert, die vermomd was als een gewone matroos. De zeven ondertekenaars waren Lord Shrewsbury, Lord Devonshire, Lord Danby, Lord Lumley, Henry Compton, Edward Russell en Henry Sidney. In de uitnodiging stond: "Wij hebben goede redenen om aan te nemen dat onze toestand ten opzichte van de huidige situatie iedere dag zal verslechteren, en dat wij steeds minder in staat zullen zijn om onszelf te verdedigen, en daarom wensen wij vurig dat wij zo gelukkig zullen zijn om een remedie te vinden, voordat het voor ons te laat is om nog bij te dragen aan onze eigen bevrijding ... de mensen zijn zo algemeen ontevreden over het huidige gedrag van de overheid, in relatie tot hun religie, vrijheden en hun eigendommen (die alle sterk onder druk staan), en zij verwachten dat hun vooruitzichten dagelijks slechter worden, dat Uwe Hoogheid er zeker van kan zijn, dat negentien van de twintig mensen uit het gehele koninkrijk, zich een verandering wensen; en die, zoals wij geloven, graag een bijdrage zouden willen leveren, als zij zo'n bescherming zouden hebben die hun opstand zou aanmoedigen, en die hen ervan kan verzekeren dat zij niet vernietigd zullen worden." De zeven gingen verder met de bewering dat het grootste deel van de adel en de gentry ontevreden was en zich achter Willem zou opstellen en dat Jacobus' leger: onderling verdeeld zou zijn; veel van de officieren zouden zo ontevreden zijn dat zij alleen in dienst bleven om in hun levensonderhoud te voorzien ... en dat veel van de gewone soldaten dagelijks zo'n grote afkeer van de roomse religie verkondigden, dat er de grootst denkbare kans was op grote aantallen deserteurs; ... en onder de zeelieden is het bijna zeker dat niet meer dan één op de tien dienst zou doen in zo'n oorlog. De zeven geloofden dat de situatie over een jaar nog veel erger zou zijn, dit vanwege Jacobus' plannen om het leger te hervormen met hulp van het nieuwe, door hem bevolkte parlement of, wanneer de parlementaire weg zou mislukken, door gewelddadige middelen die ons alle mogelijke middelen om onszelf te bevrijden zouden ontnemen. De zeven beloofden ook om zich direct na diens landing in Engeland openlijk voor Willem uit te spreken en alles te doen wat in onze macht ligt om anderen voor te bereiden om zo gereed mogelijk te zijn als bij een dergelijke actie mogelijk is.
Willems vertrouweling Hans Willem Bentinck startte een propagandacampagne in Engeland. Hij presenteerde William als zijnde in feite een echte Stuart, maar eentje die, volgens de pamfletten, vrij was van de gebruikelijke Stuart-zonden, zoals cryptokatholicisme, absolutisme en losbandigheid. Een groot deel van de latere zogenaamde spontane ondersteuning aan Willem werd zorgvuldig door Bentinck en zijn agenten georganiseerd. In augustus werd duidelijk dat Willem een verrassend sterke steun binnen het Engelse leger genoot. Deze ontwikkeling was door Jacobus zelf in gang gezet. In januari 1688 had hij zijn onderdanen verboden om nog langer in het Nederlandse leger te dienen. Hij had geëist dat de Republiek haar Schotse en Engelse regimenten zou ontbinden. Toen dit werd geweigerd, vroeg hij dat op zijn minst zij die dit zouden willen van hun krijgseed zouden worden ontslagen en vrij zouden zijn om naar Brittannië terug te keren. Willem stemde hier mee om in omdat hij zijn leger zo op een gemakkelijke manier kon zuiveren van Jacobitische elementen. Slechts een totaal van 104 officieren en 44 soldaten keerden naar Engeland terug. De teruggekeerde officieren werden in het Britse leger opgenomen en zodanig boven het gevestigde Engelse officierenkorps bevoordeeld, dat deze laatsten voor hun positie begonnen te vrezen. Op 14 augustus schreef Lord Churchill aan Willem: Ik ben het aan God en aan mijn land verschuldigd om mijn eer in de handen van Uwe Hoogheid te leggen. Binnen de Royal Navy gebeurde niet iets vergelijkbaars; claims achteraf van bepaalde kapiteins dat zij op een of andere manier hadden verhinderd dat de Engelse vloot was uitgevaren en partij had geboden aan de Nederlandse zeemacht, lijken weinig meer te zijn geweest dan pogingen tot zelfverheerlijking.

### Militaire en financiële steun
Voor Willem was het Engelse probleem onlosmakelijk verweven met de situatie in Duitsland. Alleen als de aandacht van Lodewijk XIV op het oosten was gericht, kon Willem hopen om in Engeland zonder Franse inmenging in te kunnen grijpen. Hiervoor was het essentieel dat Oostenrijk zich tegen de Franse eisen ten aanzien van Keulen en de Palts bleef verzetten. In mei stuurde Willem een gezant, Johann von Görtz, geheimraad van Hessen-Kassel naar Wenen om zich in het geheim van de steun van de Leopold I, de keizer van het Heilige Roomse Rijk te verzekeren. Toen hem verzekerd was dat Willem de katholieken in Engeland niet zou vervolgen, kreeg de expeditie de goedkeuring van de keizer. Deze beloofde op zijn beurt om te proberen vrede te sluiten met het Ottomaanse Rijk om zo zijn leger vrij te maken voor een campagne in het Westen; Op 4 september 1688 sloot hij een bondgenootschap met de Republiek tegen Frankrijk. De hertog van Hannover, Ernest Augustus en de keurvorst van Saksen, Johan Georg III, waarvan men bang was geweest dat zij de Franse kant zouden kiezen, verzekerden Willem dat zij neutraal zouden blijven.
De volgende zorg was het verzamelen van een krachtige invasiemacht - in strijd met de wensen van de Engelse samenzweerders, die voorspelden dat een symbolische legermacht voldoende zou zijn. Hiervoor had Willem financiering nodig van de stad Amsterdam, op dat moment het belangrijkste financiële centrum van de wereld. In eerdere jaren was Amsterdam sterk pro-Frans geweest; de Amsterdamse regenten hadden Willem vaak gedwongen om zijn politiek te matigen, maar een tariefoorlog, die Lodewijk XIV vanaf 1687 tegen de Republiek had ingezet en Franse invoerbeperkingen bij de invoer van haring, een belangrijk Hollands exportproduct, had de rijke kooplieden ontstemd. Niettemin konden pas in juni, na geheime en moeilijke onderhandelingen onder leiding van Bentinck met de aarzelende Amsterdamse burgemeesters in juni 260 transportschepen worden gehuurd. Bovendien voelden de burgers zich ongemakkelijk bij het vooruitzicht dat de helft van het totale vredesleger van het Staatse leger van ongeveer 30.000 soldaten overzee zou worden gestuurd. Men was bang dat men zich niet tegen een Franse aanval zou kunnen verdedigen. Bentinck was al in mei naar Brandenburg geweest om daar troepen te rekruteren, maar zonder veel resultaat. Om bovenstaande redenen kwam een onderhandeld contract op 20 juli (Gregoriaanse kalender) om 13.616 Duitse huurlingen uit Brandenburg, Württemberg, Hessen-Kassel en Celle in te huren om de Nederlandse grensforten te bemannen goed uit. Men speelde hierdoor een gelijk aantal Nederlandse elitetroepen vrij om ingezet te kunnen worden in Engeland. Aangezien de Nederlanders de gewoonte hadden hun troepensterkte in tijden van oorlog te verdubbelen of te verdrievoudigen, waren deze aantallen laag genoeg om als een beperkte voorzorgsmaatregel tegen de Franse agressie in Duitsland te kunnen worden uitgelegd. Kort daarna werd maarschalk Frederik van Schomberg door Willem geïnstrueerd zich voor te bereiden op een westelijke campagne.
Verdere financiële steun werd verkregen uit de meest uiteenlopende bronnen: de Sefardisch Joodse bankier Francisco Lopes Suasso leende Willem twee miljoen gulden; op de vraag welke zekerheden hij in ruil voor deze lening wenste, antwoordde Suasso volgens de overlevering: Indien Gij gelukkig zijt, weet ik, dat Gij ze mij terug zult geven, zijt Gij ongelukkig, dan stem ik ermee in ze verloren te hebben. Zelfs paus Innocentius XI, een verstokte vijand van Lodewijk XIV van Frankrijk, verstrekte een lening aan Willem, hoewel een relatie met de invasie werd ontkend. De totale kosten van de invasie van Engeland beliepen ongeveer zeven miljoen gulden, vier miljoen daarvan zouden uiteindelijk worden betaald uit een staatslening. In de zomer werd de Nederlandse marine uitgebreid naar 9000 zeelieden, dit onder het mom van de strijd tegen de Duinkerker kapers. De standaard zomeruitrusting van twintig oorlogsschepen werd in het geheim verdubbeld. Op 13 juli 1688 werd besloten om 21 nieuwe oorlogsschepen te bouwen.

### De beslissing voor de invasie wordt genomen
Ondanks alle voorbereidingen had Willem grote moeite om de Nederlandse klasse van stedelijke en provinciale regenten te overtuigen dat zo'n dure expeditie echt nodig was. Ook vreesde hij persoonlijk dat de Fransen de Republiek via Vlaanderen zouden kunnen aanvallen, wanneer zijn leger in Engeland gebonden zou zijn. Een van de Seven, Lord Danby, stelde voor om de invasie uit te stellen tot het volgende jaar. In het begin van september stond Willem op het punt de geplande expeditie te annuleren, maar toen speelde de Franse koning hem in de kaart.
In Duitsland waren de zaken op de spits gedreven. De paus had geweigerd om de favoriete kandidaat van Lodewijks XIV voor het bisdom Keulen, Willem Egon van Fürstenberg, te bevestigen. Woedend besloot de Franse koning tot een bliksemcampagne in Duitsland voordat de keizer zijn troepen zou kunnen overbrengen naar het Westen. Lodewijk hoopte ook om zijn Turkse bondgenoot zo in de oorlog te houden. Voor de nabije toekomst stond Jacobus er alleen voor. Lodewijk verwachtte dat hij hier heel goed toe in staat zou zijn, vooral als de Nederlanders vooraf zouden worden geïntimideerd. Op 9 september (Gregoriaanse kalender) overhandigde de Franse gezant Jean Antoine de Mesmes, de Comte d'Avaux, twee brieven van de Franse koning, die overigens sinds mei al van de invasieplannen op de hoogte was, aan de Staten-Generaal van de Nederlanden.
In de eerste brief waarschuwde hij hen Jacobus niet aan te vallen. In de tweede brief adviseerde hij de Staten zich niet te bemoeien met de Franse politiek in Duitsland. Jacobus distantieerde zich haastig van de eerste brief, in een poging om de Staten-Generaal ervan te overtuigen dat er geen geheime Brits-Franse alliantie tegen hen zou bestaan. Aangezien er echter in 1672 sprake was geweest met de gecoördineerde aanval door Frankrijk en Engeland op de Republiek op basis van het Verdrag van Dover had dit precies het tegenovergestelde effect: veel leden van de Staten-Generaal vonden een en ander uiterst verdacht. De tweede brief bewees dat de voornaamste Franse inspanning naar het oosten en niet naar het noorden was gericht. Er was dus geen onmiddellijk gevaar van een Franse invasie van de Republiek zelf.
Vanaf 22 september begon Lodewijk XIV aan zijn intimidatie. Hij nam alle Nederlandse schepen die zich in Franse havens bevonden in beslag. In totaal waren dit ongeveer honderd schepen. Het leek er vanuit Nederlands perspectief sterk op dat een oorlog met Frankrijk op punt van uitbreken stond, Lodewijk had deze actie echter louter als een waarschuwing bedoeld. Op 26 september besloot het machtige stadsbestuur van Amsterdam om de invasie van Engeland officieel te steunen. Op 27 september stak Lodewijk de Rijn over om in Duitsland de stad Philippsburg aan te vallen. Willem begon nu het Nederlandse veldleger van de oostelijke grenzen, waar oefeningen op de Mookerheide hadden plaatsgevonden, naar de kust te verplaatsen, hoewel de meeste van de nieuwe, vervangende huurlingen uit Duitsland nog niet waren aangekomen.
Op 29 september verzamelden de Staten van Holland, de regering van de belangrijkste Nederlandse provincie, zich uit angst voor een Frans-Engelse alliantie in een geheime zitting, waar ze de geplande operatie goedkeurden. Ze stemden ermee in om de Engelse Koning en Natie te dwingen in een goede relatie met elkaar te leven, en zich nuttig te maken voor hun vrienden en bondgenoten, en vooral voor deze Staat. Zij accepteerden ook Willems argument dat een preventieve eerste slag nodig was om een herhaling van de gebeurtenissen van 1672 te vermijden, een poging om deze staat tot zijn ultieme ondergang en onderwerping te brengen, zodra zij daartoe de gelegenheid kunnen vinden. Willem ontkende elke intentie om de koning van Engeland van zijn troon te verwijderen en zichzelf meester van Engeland te maken.
De Staten gaven een Nederlandse vloot van 53 oorlogsschepen de opdracht om de troepentransportschepen te begeleiden. Deze vloot stond in feite onder bevel van luitenant-admiraal Cornelis Evertsen de Jongste op de Cortgene en vice-admiraal Philips van Almonde op de Provincie Utrecht, maar met inachtneming van de Engelse gevoeligheden werd de vloot op 6 oktober onder het nominale commando gesteld van de Engelse schout-bij-nacht Herbert. Deze werd voor de gelegenheid benoemd tot luitenant-admiraal-generaal, oftewel vervangend opperbevelhebber van de Nederlandse marine.
Herbert zeilde op de Leyden, begeleid door luitenant-admiraal Willem Bastiaensz Schepers, de Rotterdamse scheepsmagnaat die de transportvloot had georganiseerd. Hoewel Willem zelf admiraal-generaal van de Republiek was, onthield hij zich, zoals gebruikelijk was, van het operationeel commando. Hij zeilde opvallend genoeg op het nieuwe fregat Den Briel. De Staten-Generaal stonden toe dat de kernregimenten van het Nederlandse veldleger onder bevel van maarschalk Schomberg deelnamen aan de invasie. Ondanks de bijstand die Willem van Oranje van de reguliere Nederlandse vloot en het veldleger kreeg, was zijn poging om de situatie in Engeland te veranderen, zoals de Staten-Generaal expliciet hadden gesteld, officieel een privé-familieaangelegenheid van Willem, die alleen optrad in zijn hoedanigheid van betrokken neef en schoonzoon van Jacobus. Het was uitdrukkelijk geen onderneming van de Republiek der Zeven Provinciën als zodanig.

## Periode voor de invasie

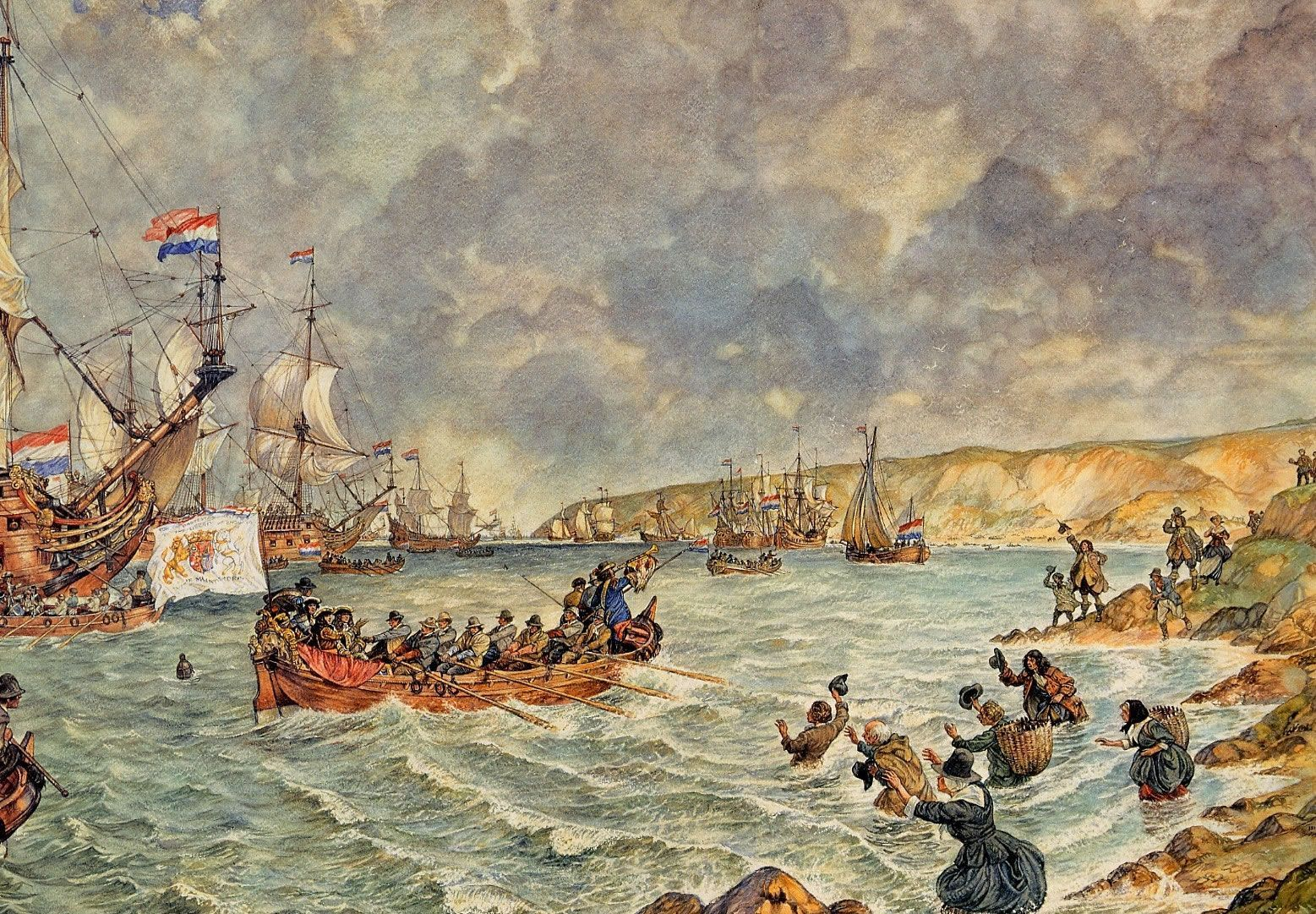
De landing van Willem III met een Nederlands leger in Engeland

In het voorjaar van 1688 volgden de gebeurtenissen elkaar snel op. De koning kwam met een nieuwe Tolerantieverklaring en eiste van de Anglicaanse bisschoppen dat deze op zondag in alle kerken zou worden voorgelezen. De aartsbisschop, William Sancroft, stuurde een brief rond waarin hij het voorlezen van de brief verbood. Hij werd met zes andere bisschoppen voor de rechtbank gedaagd en omdat ze weigerden een borgsom te betalen werden ze in gevangenis van de Tower of London opgesloten. De Whigs hadden al geheime contacten met de Nederlandse Republiek, waar de erfgename van de drie tronen van Engeland, Schotland en Ierland woonde als gemalin van de stadhouder.
Inmiddels had Lodewijk XIV de Republiek weer economisch de oorlog verklaard. Leiden kon zijn laken niet meer in Frankrijk verkopen. Het gevaar was dat Engeland, de grootste rivaal ter zee, opnieuw zou samenspannen met Frankrijk tegen de Republiek, wat tot een nieuw rampjaar zou kunnen leiden. Zo rijpte het vermetele plan van een unieke gelegenheid gebruik te maken om Engeland van vijand tot bondgenoot te maken. De dreigende geboorte van een katholieke erfgenaam van Jacobus II leidde ertoe dat zowel de leidende Whigs als Tories met Willem samenzwoeren om Jacobus van zijn troon te stoten. De eerste contacten waren al gelegd in april 1687 omdat Jacobus de wettelijke discriminatie van katholieken wilde beëindigen. Toen Engeland in april 1688 een vlootverdrag sloot met Frankrijk, raakte Willem ervan overtuigd dat er een geheim bondgenootschap tegen de Republiek gevormd was en hij besloot tot een militaire interventie. Hij vroeg die maand om een uitnodiging om binnen te vallen; toen de nieuwe Prince of Wales geboren was en iedereen in Engeland dacht dat het een ondergeschoven kind betrof, besloten zeven waardigheidsbekleders, de Immortal Seven, inderdaad een brief te sturen die door schout-bij-nacht Arthur Herbert, vermomd als gewoon matroos, op 10 juli aan Willem in Den Haag overhandigd werd.
Willem was al begonnen een leger te verzamelen; hij haalde huursoldaten uit Duitsland om de grensvestingen te bemannen, terwijl het Nederlandse leger Engeland binnenviel. De totale kosten van de operatie bedroegen zeven miljoen guldens, in eerste instantie geleend door Amsterdam, joodse bankiers en zelfs paus Innocentius XI, die Lodewijk XIV ook als een bedreiging zag, voor hemzelf. Toen de Franse koning de Staten-Generaal op 9 september bedreigde, maar tegelijkertijd aanstalten maakte de Duitse gebieden aan te vallen in plaats van door de Spaanse Nederlanden naar de Republiek op te rukken, meenden de Hoog Mogende Heren van de Staten-Generaal dat er nog net tijd was voor een preventieve aanval om Engeland aan de kant van de Republiek te brengen en keurden zij de operatie goed. Het was een wanhopige gok, want de Duitse huurlingen zouden niet in staat zijn een serieuze Franse aanval af te slaan; als het met de Nederlandse hoofdmacht in Engeland slecht afliep, was de Republiek reddeloos verloren.

## Invasie

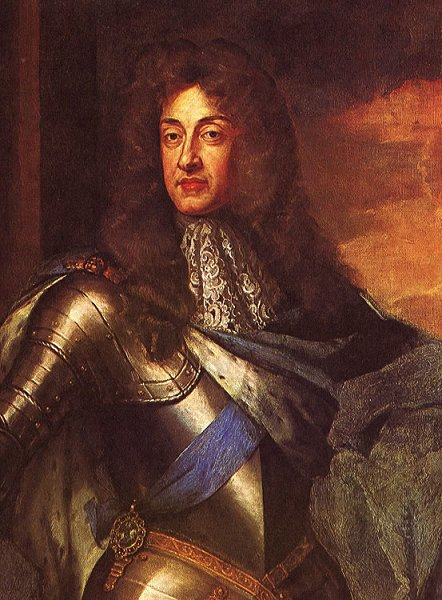
Jacobus II, koning van Engeland en Schotland

Willem en Maria Stuart vertrokken met een leger van 14.000 huursoldaten in Nederlandse dienst en 7000 anderen (onder meer hugenoten en Engelse en Schotse vrijwilligers) uit Hellevoetsluis naar Engeland op 11 november (Gregoriaanse kalender). De armada van Willem was, met 53 oorlogsschepen en een kleine 400 transportschepen, ruim drie keer groter dan de Spaanse Armada van precies 100 jaar tevoren. De snelheid waarmee de hele operatie werd opgezet maakte diepe indruk. Willem ging op 5 november (Juliaanse kalender) in Torbay in Devon aan land en spoedig werd duidelijk dat zijn leger sterker was dan dat van zijn neef en schoonvader. Deze laatste talmde omdat hij onzeker was over de trouw van zijn troepen en verloor daardoor alle steun. Eerst deed hij nog alsof hij wilde onderhandelen, maar op 21 december poogde Jacobus, ervan overtuigd dat zijn Engelse vijanden hem wilden laten onthoofden, naar Frankrijk te vluchten. Hij gooide het Grootzegel al in de Theems, maar werd door vissers gevangengenomen. De Engelse Lords vroegen Willem de orde te herstellen, maar vroegen ook Jacobus nu serieus de onderhandelingen te hervatten. Dat zinde Willem niet en hij vroeg Jacobus om zich voor zijn eigen veiligheid uit Londen te verwijderen. Willem vaardigde een bevel uit aan alle troepen in en rond Londen om zich terug te trekken. Hier werd veelal gevolg aan gegeven. Op 28 december trokken de toekomstige nieuwe koning en koningin van Engeland Londen binnen. Vijf dagen later vluchtte Jacobus met medeweten van Willem naar Frankrijk.
Willem liet een uit verkozen parlementariërs bestaande Conventie bijeenroepen om de troonopvolging te regelen. Het Lagerhuis wilde Willem wel – zij het ten dele als gekozen koning vanuit het principe van de volkssoevereiniteit – maar het Hogerhuis wilde Willem alleen als regent of als prins-gemaal. Willem dreigde daarop zijn leger naar de Republiek terug te trekken, wat een burgeroorlog ten gevolge gehad zou hebben. Onder deze druk gaf het Hogerhuis toe en Willem en Mary werden gezamenlijk tot soeverein uitgeroepen nadat ze een Declaration of Right hadden aangehoord. Een groep Anglicaanse geestelijken weigerde de eed van trouw aan de nieuwe koning af te leggen en werd ontslagen. Ze werden Nonjurors (eedweigeraars) genoemd.

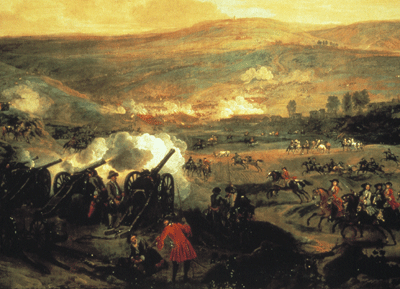
Slag aan de Boyne

Londen werd daarna maandenlang door Nederlandse troepen bezet gehouden. Tot de Slag aan de Boyne in Ierland in 1690 bleef Willems positie echter wankel en kon hij zich alleen door zijn buitenlandse troepen handhaven. Er was nog sterke steun voor Jacobus, vooral in Ierland en Schotland, maar ook in Engeland zelf. In 1691 gaven de Ieren zich eindelijk over en in oktober werd het Verdrag van Limerick getekend. Willems bevelhebber, Godard van Reede (die in Engelse literatuur doorgaans als Ginkel wordt aangeduid), had de katholieken ruime voorwaarden toegestaan, maar later zouden deze niet nagekomen worden. Hiermee oefenden Ierse protestanten wraak uit voor de gebeurtenissen van 1641, toen zij door de katholieken belaagd waren.

## Erfenis
De Glorious Revolution, zoals de parlementariër John Hampden de machtsgreep voor het eerst noemde in 1689, luidde een nieuwe fase in voor de parlementaire democratie in Engeland; de rechten van de koning werden wat beperkt (Bill of Rights van 1689) en doordat Willems band met het land vrij zwak was, wist het parlement een machtspositie te verwerven die het nooit meer zou afstaan. Overigens dacht Hampden zelf meer aan een terugwenteling naar de oude privileges en vrijheden; het woord had toen nog niet zijn moderne betekenis van sociale vernieuwing.
Voor de Republiek had de nieuwe dubbelmonarchie in eerste instantie het gewenste resultaat. Tijdens twee oorlogen tegen Frankrijk, de Negenjarige Oorlog (1688-1697) en de Spaanse Successieoorlog (1701-1713), waren de Republiek en Engeland, en vanaf 1707 het Koninkrijk Groot-Brittannië elkaars onmisbare bondgenoten. Aan het eind van die laatste oorlog was de Republiek echter wel uitgeput en verloor zij haar positie als grote mogendheid voorgoed. Bovendien verplaatsten na 1688 de grote handels- en bankiershuizen hun activiteiten ook steeds meer van Amsterdam naar Londen. Aan de economische rivaliteit tussen de Nederlanders en de Britten veranderde echter niets; in deze periode zou de Republiek haar voorsprong op Engeland geleidelijk kwijtraken. Na 1713 werd het Koninkrijk Groot-Brittannië, waarin ook Schotland was opgenomen, de voornaamste rivaal van Frankrijk.
Terwijl de absolutistische monarchieën overal in Europa ten onder gingen, heeft de monarchie in het Koninkrijk Groot-Brittannië zich na de Glorious Revolution als monarchie gekoppeld aan een sterke parlementaire democratie duurzaam verder kunnen ontwikkelen tot een constitutionele monarchie.
King Billy is nog altijd de held van de protestantse Unionisten. In The Troubles die Noord-Ierland vanaf 1969 plaagden, speelt de herinnering aan de Glorious Revolution een grote rol. De Slag aan de Boyne wordt nog elk jaar in juli herdacht met orangistische marsen, die door de katholieken als provocerend worden ervaren..